# Eva Kotchever
Pour les articles homonymes, voir Adams.
Ne doit pas être confondu avec Eve Adams.
Eva Kotchever, aussi connue comme Eve Addams, née Chawa Złoczower le 15 juin 1891 à Mława et morte le 17 décembre 1943 à Auschwitz, est une écrivaine et militante juive polonaise connue pour avoir tenu en 1925-1926 à New York un établissement ouvertement lesbien, le Eve's Hangout.

## Biographie
Chawa Złoczower naît en 1891 en Pologne, dans la ville de Mława, située dans le centre du pays, à une centaine de kilomètres de Varsovie. Émigrée aux États-Unis dans les années 1910, son nom est modifié à son arrivée à Ellis Island. Proche d'Emma Goldman — Kotchever participera à la diffusion du journal Mother Earth —, elle s'installe à Chicago où elle ouvre un premier établissement progressiste avec l'artiste suédoise Ruth Norlander, The Gray Cottage.
En 1925, elle s'installe à New York, dans le Greenwich Village et fonde le Eve's Hangout, aussi connu comme Eve Addams’ Tearoom. À l'extérieur, une pancarte indique : Men are admitted but not welcome en français : « les hommes sont admis, mais pas les bienvenus ». Ce panneau restera célèbre à travers le monde et suivra l'histoire de Kotchever.
En juin 1926, une descente de police a lieu dans son établissement, sous la houlette de la jeune détective Margaret Leonard. Eva Kotchever est arrêtée et reconnue coupable d'« obscénité », notamment pour une collection de courtes histoires qu'elle écrit, intitulée Lesbian Love. Le club est fermé par les autorités. Elle fait 18 mois de prison et elle est expulsée vers la Pologne le 7 décembre 1927,,.
Elle retraverse l'Europe pour venir vivre à Paris, vers 1930, où elle survit, entre autres, en vendant aux Américains de Montparnasse des ouvrages censurés aux États-Unis, tels ceux d'Henry Miller et d'Anaïs Nin. Comme beaucoup d'artistes étrangers, elle est une habituée du Dôme à Montparnasse.
Arrêtée à Nice en 1943 avec sa compagne, Hella Soldner, elles sont toutes les deux transférées au camp de Drancy puis déportées par le convoi no  63 vers Auschwitz, en date du 17 décembre 1943, où elles sont assassinées à l'arrivée. Leur dernière adresse est au 10 rue Alphonse Karr à Nice.

## Hommages
À New York, Barbara Kahn a écrit une pièce sur la vie d'Eva Kotchever. Elle est lue en 2014 au Theater for the New City (en) à New York. L'édifice dans lequel était situé son établissement est désormais protégé par la ville de New York et inscrit à son patrimoine.
Des artistes contemporains comme Gwen Shockey ou des institutions comme l'université de Pittsburgh célèbrent sa mémoire.
En 2019, la ville de Paris a tenu a lui rendre hommage, en donnant son nom à une rue du 18e arrondissement, ainsi qu'à une école publique élémentaire et à une crèche, situées dans cette même rue.
En 2021, l'historien Jonathan Ned Katz lui consacre une biographie.
La même année, les cérémonies et expositions en sa mémoire sont reportées en raison de la pandémie de Covid-19.